# Piper malacophyllum
Piper malacophyllum är en pepparväxtart som först beskrevs av Karel Presl, och fick sitt nu gällande namn av C. Dc.. Piper malacophyllum ingår i släktet Piper och familjen pepparväxter. Inga underarter finns listade i Catalogue of Life.